# Alonso Rodríguez Santos
Alonso Rodríguez Santos fue un explorador español y uno de los personajes más significativo de Caracas a finales del siglo XVI, que sin ser conquistador supo amasar una considerable fortuna.

## Biografía
Nace en Fregenal de la Sierra (entonces perteneciente a Sevilla y hoy provincia de Badajoz). Si bien se desconoce la fecha exacta de su nacimiento, se cree que ocurre alrededor de 1560. Hijo de Juan Rodríguez Santos y de Mayor Gómez la Hidalga, o Isabel Rodríguez la Hidalga. Como hijodalgo llegó a ser alcalde de Fregenal por el estado noble y estaba casado con María Martínez Arias Montano sobrina del gran humanista extremeño, Benito Arias Montano.
Curiosamente Alonso Rodríguez Santos, siendo persona destacada, no aparece en "Catálogo de pasajeros a Indias" de Bermúdez Plata, ni en la lista de los naturales de Fregenal, que Navarro del Castillo refleja en "La epopeya de la raza extremeña en Indias". Alguna razón importante debería existir para que no figurarse su salida de España.
Alonso enviudó prontamente de María con la que había tenido dos hijos, Juan Rodríguez Santos y Benito Arias Montano. Decide irse a las Indias con sus hijos, llegando a Venezuela sobre 1592. Alonso debía tener buena preparación cultural, puesto que como la conquista del territorio había terminado y Caracas se estaba consolidando como ciudad próspera y populosa, se dedicó al comercio. Alterna su quehacer mercantil con varios cargos en el Cabildo de Caracas.

## Comerciante
En documentos de la época aparecen varios asientos de transacciones comerciales que hizo Rodríguez Santos durante los primeros años de su estancia en Caracas. Por un documento suscrito el 3 de julio de 1595, se compromete a pagar a Vicente Madera la cantidad de 1700 pesos de plata, de a diez reales cada uno, en pago de ocho esclavos negros y dos negras bozales. El 28 de noviembre de 1598, ante la amenaza de los piratas, la Real Hacienda compra a Rodríguez Santos 50 libras de pólvora a 10 reales cada libra. A partir de 1600 es persona destacada como mercader, fiador y apoderado.

## Latifundista
A Rodríguez Santos, los negocios le habían sido prósperos y además de casas y solares que había comprado con las ganancias obtenidas, se aboca a la compra de heredades de grandes extensiones. En 1614, solicita la adjudicación de una encomienda de indios, vacante por la muerte del adjudicatario anterior. 
Para solicitar esta encomienda, expuso sus méritos y servicios prestados en Venezuela, aduciendo lo siguiente: “Porque he servido al Rey, nuestro señor, en esta ciudad de Caracas, con mis armas y fuego a mi costa, teniendo siempre pertrechos y municiones para ello y para otros soldados, y un hijo mío hombre que ha acudido a todos los asaltos, rebatos de mar y tierra que se han ofrecido contra enemigos corsarios que a estas costas vienen” 

## Regidor
Como regidor municipal, aparece durante varios años ocupando cargos de importancia en el Ayuntamiento de Caracas. Alguacil mayor en 1594, procurador general en 1603 y alcalde ordinario en los años 1609, 1612, 1616, 1620 y 1623. En este último año, en el mes de abril, falleció el gobernador Tribiño Guillames y Rodríguez Santos tuvo que hacerse cargo del territorio de Venezuela hasta finales de septiembre de ese mismo año cuando llegó el nuevo gobernador.

## Nuevas nupcias
1. El 22 de enero de 1607, Alonso Rodríguez Santos, contraía matrimonio con una joven de 18 años, Melchora de Vera e Ibargoyen, hija del maestre de campo, Domingo de Vera y Ana de Alfaro y Rojas, de las familias más ilustres de Caracas; de este matrimonio nacieron tres hijos. Del primer matrimonio formado por los frexnenses Alonso Rodríguez Santos y María Martínez Arias Montano, desciende el Libertador Simón Bolívar

## Los hijos de Fregenal
Juan Rodríguez Santos y Benito Arias Montano, aunque nacieron en Fregenal crecieron y se formaron en Caracas. Juan que nació 1586, se dedicó a regentar los negocios del padre y se casaba con Francisca Vázquez de Escobedo. Benito Arias Montano, nació en 1588, abrazó la carrera militar y tuvo un destacado papel en su cometido. Como capitán de milicias, en 1632 desalojó a los holandeses de la isla de la Tortuga, que robaban la sal de las salinas de Araya de Venezuela. 
Cuando a Benito lo nombran gobernador de Nueva Andalucía, también echa a los holandeses de la Laguna de Unare por el mismo motivo, y nuevamente tuvo que combatirlos en la isla de la Tortuga hasta derrotarlos definitivamente. En 1637, Benito fundaba la ciudad de San Baltasar de los Arias, la actual Cumanacoa.
Rodríguez Santos fallecía en Caracas en 1624.